# Ultimate Cup Series 2023
 (octobre 2022).
Si vous disposez d'ouvrages ou d'articles de référence ou si vous connaissez des sites web de qualité traitant du thème abordé ici, merci de compléter l'article en donnant les références utiles à sa vérifiabilité et en les liant à la section « Notes et références ».
Navigation
Édition précédente Édition suivante
L' Ultimate Cup Series 2023 est la cinquième saison de la série Ultimate Cup Series. Le championnat se décompose en plusieurs challenges ayant chacun leurs propres courses.
Le premier challenge est le Proto, une compétition de prototypes qui rassemble 4 catégories : LMP3, NP02, CN et EVO. Les épreuves sont d'une durée de trois à quatre heures.
La Coupe Kennol GT Endurance, engage des voitures de type GT dans les séries : UGT3A, Porsche Cup, UGT3B, UGTC4 pour les principales ; d'autres peuvent venir s'ajouter en fonction des manches. Une durée de course similaire à la catégorie Proto.  
La Coupe Pièces Auto GT Hyper Sprint, propose un format de course réduite avec autant de genres réunies : UGT3A, UGT3B, Porsche Cup pour les principales.
Enfin le challenge monoplace rassemble des monoplaces de séries : F3 régionales (F3R) et Formule Renault (FR2.0).
Le championnat Ultimate Cup Series 2023 comprends plusieurs manches, et avec comme l'année précédente, la particularité d'avoir en ouverture et en fermeture, le circuit Paul-Ricard.

## Calendrier
Le calendrier est dévoilé le 9 octobre 2022. 
| N° | Évènement                       | Date                  | Circuit                       | Lieu         | Pays      |
| -- | ------------------------------- | --------------------- | ----------------------------- | ------------ | --------- |
| 1  | Cinquième Anniversaire de l'USC | 24 - 26 mars 2023     | Circuit Paul-Ricard           | Le Castellet | France    |
| 2  | 4 Heures de Navarra             | 28 - 30 avril 2023    | Circuito de Navarra           | Los Arcos    | Espagne   |
| 3  | 500 km d'Hockenheim             | 26 - 28 mai 2023      | Hockenheimring                | Hockenheim   | Allemagne |
| 4  | Premier Grand Prix de Mirecourt | 1 - 3 septembre 2023  | Circuit de Mirecourt          | Juvaincourt  | France    |
| 5  | 4 Heures de Magny-Cours         | 6 - 8 octobre 2023    | Circuit de Nevers Magny-Cours | Magny-Cours  | France    |
| 6  | Super Finale UCS                | 10 - 12 novembre 2023 | Circuit Paul-Ricard           | Le Castellet | France    |

## Endurance Prototype Challenge

### Engagés
| N°   | Pays            | Écurie                    | Voiture           | Pilote 1                   | Pilote 2              | Pilote 3        |
| LMP3 | LMP3            | LMP3                      | LMP3              | LMP3                       | LMP3                  | LMP3            |
| ---- | --------------- | ------------------------- | ----------------- | -------------------------- | --------------------- | --------------- |
| 4    |                 | Nielsen Racing            | Duqueine D08      | John Melsom                | Matthew Bell          |                 |
| 8    |                 | Zosh Compétition          | Ligier JS P320    | Rodolphe Rosati            | Claude Rosati         |                 |
| 10   |                 | Zosh Compétition          | Ligier JS P320    | Hugo Rosati                | Jean René De Fournoux |                 |
| 14   |                 | Team Virage               | Ligier JS P320    | Manuel Espirito Santo      | George King           |                 |
| 15   |                 | Inter Europol Competition | Ligier JS P320    | Daniel Ali                 | Bryson Morris         | Chrys Short     |
| 16   |                 | Graff Racing              | Ligier JS P320    | Luis Sanjuan               | Loris Kyburz          | Samir Ben       |
| 23   |                 | Pegasus Racing            | Ligier JS P320    | Julien Schell              | Thibault Ehrhart      |                 |
| 27   |                 | TS Corse                  | Duqueine D08      | Robert Calisi              | Ayrton Simmons        | Georgi Dimitrov |
| 35   |                 | BHK Motorsport            | Ligier JS P320    | Joël Roussel               | Alex Cascatau         | Elia Sperandio  |
| 61   |                 | MG-Sound Speed Division   | Ginetta G61-LT-P3 | Martin Böhm                | Andreas Fojtik        |                 |
| 68   |                 | M Racing                  | Ligier JS P320    | Hugo Delacour              | Yann Ehrlacher        |                 |
| 303  |                 | T2 Racing                 | Duqueine D08      | Marcel Oosenbrugh          | Dominik Schraml       | Marc Basseng    |
| NP02 |                 |                           |                   |                            |                       |                 |
| 3    |                 | CD Sport                  | Nova Proto 02     | Michael Jensen             | Nicholas Adcock       | Jonathan Thomas |
| 11   |                 | DIMAB Motorsport by ANS   | Nova Proto 02     | Grégory de Sybourg-Siffert | Karen Gaillard        |                 |
| 21   |                 | DB Autosport              | Nova Proto 02     | Daniel Bassora             | Philippe Yschard      |                 |
| 26   |                 | Sempeed                   | Nova Proto 02     | François Semoulin          | Benoît Semoulin       |                 |
| 71   |                 | ANS Motorsport            | Nova Proto 02     | Philippe Mondolot          | Marc Faggionato       |                 |
| 72   |                 | ANS Motorsport            | Nova Proto 02     | Frédéric Croullet          | Mathys Jaubert        |                 |
| 99   |                 | Nerguti Compétition       | Nova Proto 02     | Stéphane Ortelli           | Dylan Nerguti         | Alban Nerguti   |
| 555  |                 | Cogemo Racing Team        | Nova Proto 02     | Sébastien Morales          | Philippe Thirion      | Denis Caillon   |
| 555  | Antoine Lacoste | Cogemo Racing Team        | Nova Proto 02     | Sébastien Morales          | Philippe Thirion      |                 |
|      |                 | Racing Spirit of Léman    | Nova Proto 02     | Jacques Wolff              | Nicolas Maulini       |                 |
|      |                 | DB Autosport              | Nova Proto 02     |                            |                       |                 |
| CN   |                 |                           |                   |                            |                       |                 |
| 20   |                 | DB Autosport              | Norma M20         |                            |                       |                 |
| 22   |                 | Wolf Racing France        | Wolf GB08 Tornado | Nicolas Ferrarin           | Michele Fattorini     |                 |
| 24   |                 | Wolf Racing France        | Wolf GB08 Tornado |                            |                       |                 |
| 25   |                 | Wolf Racing France        | Wolf GB08 Tornado |                            |                       |                 |
| 70   |                 | ANS Motorsport            | Norma M20         | Sacha Clavadetsher         | Julien Lemoine        |                 |

## Endurance GT Touring Challenge By Kennol

### Engagés
| N°          | Pays   | Écurie              | Voiture                      | Pilote 1          | Pilote 2            | Pilote 3          |
| UGT3 A      | UGT3 A | UGT3 A              | UGT3 A                       | UGT3 A            | UGT3 A              | UGT3 A            |
| ----------- | ------ | ------------------- | ---------------------------- | ----------------- | ------------------- | ----------------- |
|             |        | Visiom              | Ferrari 488 GT3              |                   |                     |                   |
|             |        | Kennol Racing Team  | Chevrolet Corvette C7 GT3-R  |                   |                     |                   |
|             |        | Invictus Corse      | Lamborghini Huracan GT3      |                   |                     |                   |
|             |        | Invictus Corse      | Lamborghini Huracan GT3      |                   |                     |                   |
| UGT3 B      |        |                     |                              |                   |                     |                   |
|             |        | Vortex              | Vortex 1.0                   |                   |                     |                   |
| Porsche Cup |        |                     |                              |                   |                     |                   |
|             |        | Martinet By Alméras | Porsche 911 GT3 Cup type 992 | Joffrey Dorchy    | Julien Froment      |                   |
|             |        | Martinet By Alméras | Porsche 911 GT3 Cup type 992 |                   |                     |                   |
|             |        | PR Racing           | Porsche 911 GT3 Cup type 992 | Gabriel Pemeant   | Loïc Teire          | Frédéric Lacore   |
|             |        | Orhès Racing        | Porsche 911 GT3 Cup type 992 | Van Straaten Alex | Van Straaten Didier | Van Straaten Rémi |
|             |        | GDL Racing          | Porsche 911 GT3 Cup type 992 | Mario Cordoni     |                     |                   |

## Sprint GT Touring Challenge

### Engagés
| N°  | Pays | Écurie                             | Voiture                     | Pilote 1           | Pilote 2            |
| 3A  | 3A   | 3A                                 | 3A                          | 3A                 | 3A                  |
| --- | ---- | ---------------------------------- | --------------------------- | ------------------ | ------------------- |
| 3   |      | SR&R                               | Ferrari 488 GT3             |                    |                     |
| 30  |      | CMR                                | Bentley Continental GT3     | Philippe Colançon  |                     |
| 44  |      | AB Sport Auto                      | Renault R.S.01              | Warren Teneketzian | William Teneketzian |
| 45  |      | AB Sport Auto                      | Renault R.S.01              | Frank Thybaud      |                     |
| 47  |      | JRM Racing Team                    | Chevrolet Corvette C7 GT3-R | Olivier Morihain   |                     |
| 88  |      | CMR                                | Bentley Continental GT3     | Eric Mouez         |                     |
| 3B  |      |                                    |                             |                    |                     |
| 28  |      | BDR Competition Grupo Prom         | Lamborghini Super Trofeo    | Amaury Bonduel     |                     |
| 55  |      | BDR Competition Grupo Prom         | Lamborghini Super Trofeo    | Serge Doms         |                     |
| 73  |      | CMR                                | Ferrari 488 Challenge       | Alexis Berthet     | Patrick Michellier  |
| 77  |      | BDR Competition Grupo Prom         | Lamborghini Super Trofeo    | Alfredo Hernandez  |                     |
|     |      | SR&R                               | Ferrari 488 Challenge       |                    |                     |
|     |      | SR&R                               | Ferrari 488 Challenge       |                    |                     |
| C4A |      |                                    |                             |                    |                     |
| 2   |      | Speedcar                           | Alpine A110 GT4             | Bernard Brusseaux  |                     |
| 17  |      | RoseL Racing By L'Espace Bienvenue | BMW M4 GT4                  | Grégory Launier    |                     |
| 32  |      | Speedcar                           | Audi R8 LMS GT4             | Julien Goujat      |                     |
| 64  |      | Milan Compétition                  | Audi R8 LMS GT4             | Pierre Arraou      |                     |
|     |      | CSA Racing                         | Audi R8 LMS GT4             | Bastien Ostian     |                     |

## Challenge Monoplace

### Engagés
| Teams               | No. | Driver             |
| ------------------- | --- | ------------------ |
| Formula Motorsport  | 2   | Walter Rykart      |
| Formula Motorsport  | 5   | Laura Villard      |
| Formula Motorsport  | 17  | Erwan Creed        |
| Race Motorsport     | 4   | Frédéric Boillot   |
| Graff Racing        | 21  | Paul Trojani       |
| Graff Racing        | 39  | Eric Trouillet     |
| Nerguti Compétition | 26  | Alban Nerguti      |
| CMR                 | 93  | Gaspard Le Gallais |

## 208 Racing Cup

### Engagés
| Teams                | No. | Driver                | Status |
| -------------------- | --- | --------------------- | ------ |
| Team Montbéliard     | 19  | Sylvain Bruno         |        |
| Team Montbéliard     | 90  | Maxime Ciciliani      |        |
| PH Racing            | 2   | Cédric Vincent        |        |
| PH Racing            | 8   | Julien Max            |        |
| PH Racing            | 13  | Claude Delcroix       |        |
| PH Racing            | 13  | Julien Delcroix       |        |
| PH Racing            | 21  | Pierre Monmaneix      |        |
| PH Racing            | 34  | Frédéric Bos          |        |
| PH Racing            | 46  | Pierre Henri Espalieu |        |
| Les Amis de la Forêt |     | Ludovic Ibanez        |        |
| Team Adrénaline      |     | Arnaud Ferrer         |        |
| Comte Racing Team    |     |                       |        |
|                      |     |                       |        |
|                      |     |                       |        |
| Boreau team Sport    |     | Colin Boreau          |        |
| Jean Pat Racing      |     |                       |        |
|                      |     |                       |        |
|                      |     |                       |        |